# Promise Me (canção de The Cover Girls)
"Promise Me" (em português:  Me Prometa) é o quarto single do álbum Show Me, lançado pelo grupo de freestyle The Cover Girls em 1988. Diferente dos singles anteriores, esse tem um som mais orientado a música pop do que ao freestyle. A canção conseguiu se tornar um hit, alcançando a posição #40 na Billboard Hot 100 em 21 de Maio de 1988.

## Faixas
7"/12" Single
| N.º | Título             | Duração |  |
| 1.  | "Promise Me"       | 5:10    |  |
| 2.  | "One Night Affair" | 4:12    |  |

12" Single (Promo)
| N.º | Título                        | Duração |  |
| 1.  | "Promise Me"                  | 5:20    |  |
| 2.  | "Promise Me" (Edited Version) | 4:22    |  |
| 3.  | "Promise Me" (Instrumental)   | 4:25    |  |

## Desempenho nas paradas musicais
| Parada musical (1988)              | Melhor posição |
| ---------------------------------- | -------------- |
| Estados Unidos (Billboard Hot 100) | 40             |